# 유평 (세향후)
유평(劉平, ? ~ 기원전 34년)은 전한 후기의 제후로, 양경왕의 아들이다.

## 생애
건소 원년(기원전 38년), 세향후(貰鄕侯)에 봉해졌으나 4년 후 정신병으로 자살하였다.

## 출전
- 반고, 《한서》 권15하 왕자후표 下

| 선대 (첫 봉건) | 전한의 세향후 기원전 38년 정월 ~ 기원전 34년 | 후대 (봉국 폐지) |